# Coupe de Chine 2003
Navigation
Édition suivante
La Coupe de Chine est une compétition internationale de patinage artistique qui se déroule en Chine au cours de l'automne. Elle accueille des patineurs amateurs de niveau senior dans quatre catégories: simple messieurs, simple dames, couple artistique et danse sur glace.
La première Coupe de Chine est organisée du 6 au 9 novembre 2003 au palais omnisports de Pékin. Elle est la troisième compétition du Grand Prix ISU senior de la saison 2003/2004. Elle remplace la Coupe d'Allemagne au sein des six épreuves de ce Grand Prix ISU.
Le nouveau système de jugement est mis en place pour la première fois lors des grands-prix de cette saison 2003/2004, à la suite du scandale des jeux olympiques d'hiver de 2002.

## Résultats

### Messieurs
| Rang | Nom                 | Pays       | Points | Programme court | Programme court | Programme libre | Programme libre |
| ---- | ------------------- | ---------- | ------ | --------------- | --------------- | --------------- | --------------- |
| 1    | Timothy Goebel      | États-Unis | 205.30 | 2               | 67.70           | 1               | 137.60          |
| 2    | Brian Joubert       | France     | 199.84 | 4               | 65.67           | 2               | 134.17          |
| 3    | Li Chengjiang       | Chine      | 196.24 | 3               | 67.30           | 3               | 128.94          |
| 4    | Gao Song            | Chine      | 185.90 | 1               | 70.25           | 8               | 115.65          |
| 5    | Emanuel Sandhu      | Canada     | 185.23 | 7               | 59.83           | 4               | 125.40          |
| 6    | Ilia Klimkin        | Russie     | 183.80 | 8               | 59.60           | 5               | 124.20          |
| 7    | Nicholas Young      | Canada     | 178.87 | 6               | 61.47           | 7               | 117.40          |
| 8    | Scott Smith         | États-Unis | 175.06 | 10              | 53.05           | 6               | 122.01          |
| 9    | Zhang Min           | Chine      | 173.79 | 5               | 64.94           | 10              | 108.85          |
| 10   | Andrejs Vlascenko   | Allemagne  | 171.17 | 9               | 57.63           | 9               | 113.54          |
| 11   | Vincent Restencourt | France     | 130.78 | 11              | 43.05           | 11              | 87.73           |

### Dames
| Rang | Nom                     | Pays        | Points | Programme court | Programme court | Programme libre | Programme libre |
| ---- | ----------------------- | ----------- | ------ | --------------- | --------------- | --------------- | --------------- |
| 1    | Elena Liashenko         | Ukraine     | 153.54 | 7               | 51.18           | 1               | 102.36          |
| 2    | Yoshie Onda             | Japon       | 148.79 | 3               | 56.48           | 2               | 92.31           |
| 3    | Fumie Suguri            | Japon       | 143.67 | 1               | 60.28           | 5               | 83.39           |
| 4    | Ann Patrice McDonough   | États-Unis  | 139.97 | 2               | 57.00           | 6               | 82.97           |
| 5    | Tatiana Basova          | Russie      | 138.03 | 5               | 54.24           | 4               | 83.79           |
| 6    | Amber Corwin            | États-Unis  | 133.97 | 6               | 51.56           | 7               | 82.41           |
| 7    | Viktoria Volchkova      | Russie      | 132.65 | 4               | 55.70           | 9               | 76.95           |
| 8    | Fang Dan                | Chine       | 126.15 | 8               | 48.68           | 8               | 77.47           |
| 9    | Jennifer Robinson       | Canada      | 125.96 | 10              | 41.68           | 3               | 84.28           |
| 10   | Liu Yan                 | Chine       | 116.20 | 9               | 42.28           | 10              | 73.92           |
| 11   | Anastasia Gimazetdinova | Ouzbékistan | 94.83  | 11              | 34.54           | 11              | 60.29           |

### Couples
| Rang | Nom                                  | Pays               | Points | Programme court | Programme court | Programme libre | Programme libre |
| ---- | ------------------------------------ | ------------------ | ------ | --------------- | --------------- | --------------- | --------------- |
| 1    | Shen Xue / Zhao Hongbo               | Chine              | 189.28 | 1               | 63.46           | 1               | 125.82          |
| 2    | Pang Qing / Tong Jian                | Chine              | 179.70 | 2               | 60.64           | 2               | 119.06          |
| 3    | Maria Petrova / Aleksey Tikhonov     | Russie             | 165.58 | 3               | 57.92           | 3               | 107.66          |
| 4    | Dorota Zagórska / Mariusz Siudek     | Pologne            | 158.59 | 4               | 56.44           | 4               | 102.15          |
| 5    | Rena Inoue / John Baldwin            | États-Unis         | 147.84 | 5               | 50.10           | 5               | 97.74           |
| 6    | Nicole Nönnig / Matthias Bleyer      | Allemagne          | 130.92 | 8               | 41.48           | 6               | 89.44           |
| 7    | Tatiana Volosozhar / Petr Kharchenko | Ukraine            | 129.85 | 7               | 44.30           | 7               | 85.55           |
| 8    | Ding Yang / Ren Zongfei              | Chine              | 126.37 | 6               | 48.28           | 8               | 78.09           |
| 9    | Veronika Havlíčková / Karel Štefl    | République tchèque | 115.90 | 9               | 39.36           | 9               | 76.54           |
| 10   | Julia Beloglazova / Andrei Bekh      | Ukraine            | 111.92 | 10              | 37.60           | 10              | 74.32           |

### Danse sur glace
| Rang | Nom                                     | Pays       | Points | Danse imposée | Danse imposée | Danse originale | Danse originale | Danse libre | Danse libre |
| ---- | --------------------------------------- | ---------- | ------ | ------------- | ------------- | --------------- | --------------- | ----------- | ----------- |
| 1    | Tatiana Navka / Roman Kostomarov        | Russie     | 211.36 | 1             | 41.52         | 1               | 60.38           | 1           | 109.46      |
| 2    | Olena Hrushyna / Ruslan Honcharov       | Ukraine    | 194.57 | 2             | 38.23         | 3               | 56.72           | 2           | 99.62       |
| 3    | Isabelle Delobel / Olivier Schoenfelder | France     | 187.77 | 3             | 37.39         | 2               | 57.57           | 3           | 92.81       |
| 4    | Melissa Gregory / Denis Petukhov        | États-Unis | 163.10 | 4             | 32.66         | 4               | 46.96           | 4           | 83.48       |
| 5    | Josée Piché / Pascal Denis              | Canada     | 149.07 | 5             | 30.18         | 5               | 43.40           | 5           | 75.49       |
| 6    | Natalia Gudina / Alexei Beletski        | Israël     | 138.41 | 6             | 29.52         | 7               | 38.28           | 7           | 70.61       |
| 7    | Nathalie Péchalat / Fabian Bourzat      | France     | 137.14 | 7             | 28.21         | 6               | 38.29           | 6           | 70.64       |
| 8    | Christina Beier / William Beier         | Allemagne  | 126.07 | 8             | 27.28         | 9               | 33.03           | 8           | 65.76       |
| 9    | Yang Fang / Gao Chongbo                 | Chine      | 118.30 | 9             | 26.97         | 10              | 31.63           | 9           | 59.70       |
| 10   | Alessia Aureli / Andrea Vaturi          | Italie     | 116.32 | 10            | 25.15         | 8               | 34.15           | 10          | 57.02       |
| 11   | Yu Xiaoyang / Wang Chen                 | Chine      | 104.38 | 11            | 22.76         | 11              | 28.16           | 11          | 53.46       |
| 12   | Wang Jiayue / Meng Fei                  | Chine      | 98.43  | 12            | 22.31         | 12              | 25.68           | 12          | 50.44       |

## Sources
- Résultats de la Coupe de Chine 2003 sur le site de l'ISU
- Patinage Magazine N°90 (Hiver 2003/2004)